# Godet de Lèir
Goudet és un municipi francès situat al departament de l'Alt Loira i a la regió d'Alvèrnia-Roine-Alps. L'any 2007 tenia 62 habitants.

## Demografia

### Població
El 2007 la població de fet de Goudet era de 62 persones. Hi havia 28 famílies de les quals 8 eren unipersonals (4 homes vivint sols i 4 dones vivint soles), 12 parelles sense fills, 4 parelles amb fills i 4 famílies monoparentals amb fills.
La població ha evolucionat segons el següent gràfic:
Habitants censats

### Habitatges
El 2007 hi havia 124 habitatges, 30 eren l'habitatge principal de la família, 90 eren segones residències i 4 estaven desocupats. 121 eren cases i 1 era un apartament. Dels 30 habitatges principals, 25 estaven ocupats pels seus propietaris, 3 estaven llogats i ocupats pels llogaters i 2 estaven cedits a títol gratuït; 1 tenia una cambra, 2 en tenien dues, 5 en tenien tres, 11 en tenien quatre i 11 en tenien cinc o més. 18 habitatges disposaven pel capbaix d'una plaça de pàrquing. A 11 habitatges hi havia un automòbil i a 12 n'hi havia dos o més.

### Piràmide de població
La piràmide de població per edats i sexe el 2009 era:
| Homes | Edats   | Dones |
| ----- | ------- | ----- |
| 0     | 95 o +  | 0     |
| 0     | 90 a 94 | 0     |
| 4     | 85 a 89 | 4     |
| 0     | 80 a 84 | 0     |
| 4     | 75 a 79 | 4     |
| 0     | 70 a 74 | 4     |
| 0     | 65 a 69 | 0     |
| 4     | 60 a 64 | 0     |
| 0     | 55 a 59 | 4     |
| 4     | 50 a 54 | 0     |
| 0     | 45 a 49 | 4     |
| 8     | 40 a 44 | 0     |
| 4     | 35 a 39 | 4     |
| 0     | 30 a 34 | 4     |
| 0     | 25 a 29 | 0     |
| 0     | 20 a 24 | 0     |
| 0     | 15 a 19 | 0     |
| 0     | 10 a 14 | 4     |
| 4     | 5 a 9   | 4     |
| 0     | 0 a 4   | 4     |

## Economia
El 2007 la població en edat de treballar era de 34 persones, 24 eren actives i 10 eren inactives. De les 24 persones actives 20 estaven ocupades (11 homes i 9 dones) i 4 estaven aturades (2 homes i 2 dones). De les 10 persones inactives 6 estaven jubilades i 4 estaven classificades com a «altres inactius».
Activitats econòmiques
Dels 7 establiments que hi havia el 2007, 2 eren d'empreses de construcció i 5 d'empreses d'hostatgeria i restauració.
Dels 3 establiments de servei als particulars que hi havia el 2009, 1 era un paleta, 1 electricista i 1 restaurant.

## Poblacions més properes
El següent diagrama mostra les poblacions més properes.